# Kea (Cornouailles)
Pour les articles homonymes, voir Kea.
Kea est une paroisse civile et un village des Cornouailles, en Angleterre.